# Rhinolophus creaghi
Rhinolophus creaghi (Thomas, 1896) è un pipistrello della famiglia dei Rinolofidi diffuso nell'Ecozona orientale.

## Descrizione

### Dimensioni
Pipistrello di medie dimensioni, con la lunghezza totale tra 74 e 76 mm, la lunghezza dell'avambraccio tra 51 e 55 mm, la lunghezza della coda tra 19 e 22 mm, la lunghezza del piede tra 11 e 13 mm, la lunghezza delle orecchie tra 19 e 25 mm e un peso fino a 13,5 g.

### Aspetto
Le parti dorsali variano dal marrone scuro al bruno-olivastro mentre le parti ventrali sono più chiare. Le orecchie sono corte. La foglia nasale presenta una lancetta lunga con i bordi leggermente concavi e con alla base un ciuffo di lunghi peli raccolti in una massa conica marrone scura, un processo connettivo praticamente non sviluppato, una sella ovale e più stretta alla base. La porzione anteriore è larga e con due fogliette laterali. Il labbro inferiore ha tre solchi longitudinali. La coda è lunga ed inclusa completamente nell'ampio uropatagio. Il primo premolare superiore è ben sviluppato e situato fuori la linea alveolare. 

### Ecolocazione
Emette ultrasuoni ad alto ciclo di lavoro con impulsi a frequenza costante di 63–67 kHz.

## Biologia

### Comportamento
Si rifugia all'interno di grotte dove forma grandi colonie di diverse migliaia di individui.

### Alimentazione
Si nutre di insetti.

### Riproduzione
Alcune femmine gravide sono state catturate nel mese di dicembre sull'isola di Palawan.

## Distribuzione e habitat
Questa specie è diffusa nel Borneo, Palawan e alcune Piccole Isole della Sonda.
Vive nelle foreste primarie di pianura fino a 700 metri di altitudine.

## Tassonomia
Sono state riconosciute 2 sottospecie:
- R.c.creaghi: Province malesi del Borneo di Sarawak, Sabah e parte centro-orientale dell'isola; Banggi, Palawan;
- R.c.pilosus (Andersen, 1918): Madura, Nusa Penida, Semau, Roti.

## Conservazione
La IUCN Red List, considerato che questa specie è ampiamente distribuita, più di quanto pensato finora, classifica R.creaghi come specie a rischio minimo (Least Concern)).